# Ľudovít Lehen
Ľudovít Lehen (Besztercebánya, 1925. június 3. – Pozsony, 2014. május 12.) szlovák festő, szobrász és sakkfeladványok FIDE-mestere.

## Élete

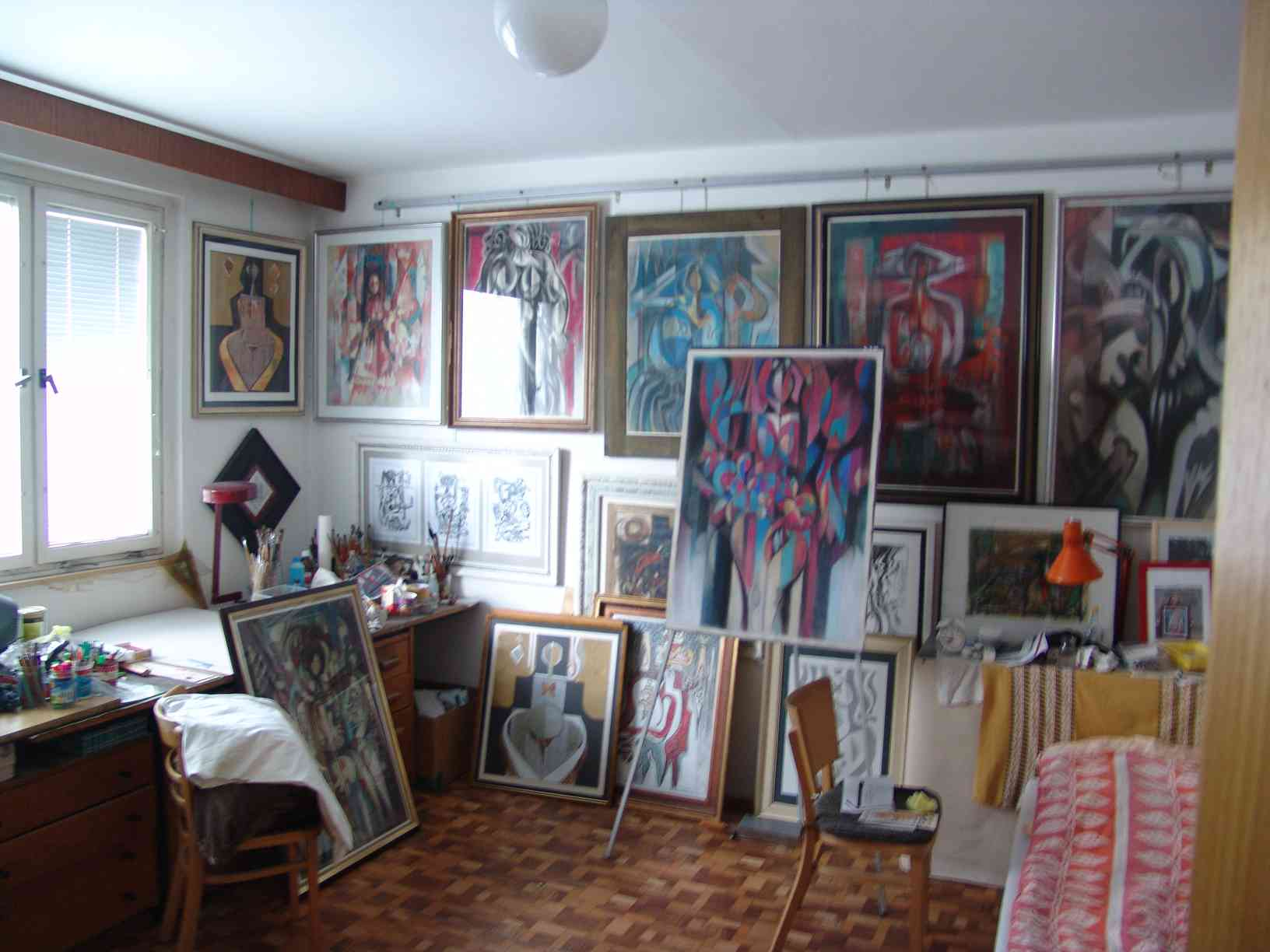
Ľudo Lehens-stúdió (2008)

Négy testvére volt, egy bátyja és három nővére. 1949 és 1955 között a Pozsonyi Képzőművészeti Akadémián tanult D. Milly és Vincent Hložník professzorok irányítása alatt. 1956-ban első helyezést ért el a realista alkotások csehszlovák országos versenyén. 1958-ban országos grafikai versenyen 2. díjat kapott. Pablo Picasso kubista stílusa ihlette.
Az 1950-es évek végéhez közeledve művei bejárták Belgiumot, Kínát és a Szovjetuniót. Végül a kommunista Csehszlovákiára jellemző kirakatperben 1962-ben vádat emeltek ellene, 11 évre ítélték, ebből 6 évet töltött rács mögött a Leopoldov-börtönben. A nagyközönség számára, amíg még fogoly volt, két külön kiállítását tartották Leopoldovban.
Az 1968-as prágai tavaszi reformok során ártatlannak találták, elnöki amnesztia alapján szabadult. A kiszabadulása után újra festeni kezdett, de nagyon magányossá vált. Művei közül néhány állandó kiállításon látható a pozsonyi Szlovák Nemzeti Galériában.
52 éves korától, 1977 óta készített sakkfeladványokat. Számos sakk-kompozíciós versenyen szerzett elismeréseket, köztük első díjat, gyakran IM Juraj Brabec társszerzőjeként, de másokkal is, például Peter Gvozdjákkal vagy Jozef Tarabával. 2005-ben a FIDE sakk-kompozíciók mestere lett.
Élete utolsó éveiben Pozsony egyik kerületében, Pozsonyligetfaluban élt. A lakása egyben a műterme is volt, és egyben kiállítótér is. A „nő” állt művészi fókuszának középpontjában. Az alkotásainak alanyai néha hasonlítottak a lányára, máskor Vénusz arcát vették fel, vagy egy helyi ruhás lány jelent meg a képen.

## Kiállítások Szlovákiában
- 1967 – Leopoldov
- 1968 – Leopoldov
- 1973 – Trencsén – Art Protisy
- 1985 – Vágsellye – Pasztell
- 1998 – Galánta – Válogatás
- 2001 – Pozsony
- 2003 – Pozsony – pozsonyi parlament
- 2010 – Pozsony

## Fordítás
- Ez a szócikk részben vagy egészben  a(z)   Ľudovít Lehen című angol Wikipédia-szócikk ezen változatának fordításán alapul.  Az eredeti cikk szerkesztőit annak laptörténete sorolja fel. Ez a jelzés csupán a megfogalmazás eredetét és a szerzői jogokat jelzi, nem szolgál a cikkben szereplő információk forrásmegjelöléseként.